# 2-5499 Ocupado
2-5499 Ocupado é uma telenovela mais conhecida por ter sido a primeira telenovela diária da televisão brasileira. Foi produzida pela extinta TV Excelsior e exibida de 22 de julho a 7 de setembro de 1963 no horário das 19h30, totalizando 42 capítulos. Foi uma obra adaptada de Dulce Santucci para o original do argentino Alberto Migré com a direção de Tito Di Miglio.
Há poucos registros da novela devido ao fato de que antigamente as fitas eram reutilizadas, gravando novos capítulos e novas novelas por cima de produções antigas.
Ganhou um remake em março de 1999 na RecordTV chamado Louca Paixão, com Karina Barum e Maurício Mattar.

## Enredo
Emily é uma detenta que trabalha como telefonista da cadeia e liga sem querer para o escritório de Larry, se apaixonando pela voz um do outro. O advogado não sabe a condição de Emily, uma presidiária.

## Elenco
| Ator/Atriz            | Personagem |
| --------------------- | ---------- |
| Glória Menezes        | Emily      |
| Tarcísio Meira        | Larry      |
| Lolita Rodrigues      | Laura      |
| Neuza Amaral          |            |
| Célia Coutinho        |            |
| Maria Aparecida Alves |            |
| Lídia Costa           |            |
| Dinah Ribeiro         |            |
| Gilberto Salvio       |            |